# 約翰·莫里森
約翰·莫里森（John Morrison）（1979年10月3日—），本名約翰·藍道爾·海尼根（John Randall Hennigan），是美國職業摔角選手，另一個較廣為人知的擂台名是Johnny Nitro。目前受聘於世界摔角娛樂（WWE），並在Raw品牌亮相。
在他正式成為WWE的摔角明星前，他參加了WWE的真人實境秀WWE Tough Enough，並成為第三季的優勝者，而勝利者可以獲得一紙WWE的合約。接著他進入了WWE旗下的訓練聯盟Ohio Valley Wrestling (OVW)繼續他的基礎摔角訓練。他在OVW中與Joey Mercury組成雙打隊伍，並贏得了雙打冠軍頭銜，這個隊伍組合後來加入了經紀人Melina，並於正式加入WWE後成為雙打團體MNM。
MNM在2005年4月於SmackDown!出道，並開始爭奪WWE雙打冠軍腰帶，他們總共拿下了3次冠軍頭銜。2006年5月MNM因為內部分裂而解散，他與Melina接著移籍到RAW發展，並奪下了兩次洲際盃冠軍腰帶。2007年6月，他在WWE樂透中被抽選至ECW，在ECW時期他贏得一次ECW冠軍腰帶，這也是他的第一個世界重量級冠軍頭銜。2007年末，他與The Miz搭檔並拿下WWE雙打冠軍腰帶以及世界雙打冠軍腰帶，他們於2009年4月拆夥。隨後莫里森再度移籍回SmackDown!，並在2009年9月擊敗SmackDown!的另一名Superstar Rey Mysterio奪得洲際盃冠軍並擁有至同年12月。

## 外部連結
- WWE官網資料 （页面存档备份，存于）
  - The Dirt Sheet官網 （页面存档备份，存于）
- Online World of Wrestling 資料 （页面存档备份，存于）
- Slam! Sports bio and story archive[]
- John Hennigan在互联网电影资料库（IMDb）上的資料（英文）